# Vimieiro (Braga)
Vimieiro is een plaats (freguesia) in de Portugese gemeente Braga en telt 1 131 inwoners (2001).